# Leptotogea aterrima
Leptotogea aterrima är en stekelart som beskrevs av Heinrich 1968. Leptotogea aterrima ingår i släktet Leptotogea och familjen brokparasitsteklar. Inga underarter finns listade i Catalogue of Life.